# Elsa Pataky
Elsa Pataky, pseudonimo di Elsa Lafuente Medianu (Madrid, 18 luglio 1976), è un'attrice, produttrice cinematografica e modella spagnola. È nota per il ruolo di Elena Neves nella serie The Fast and the Furious. È apparsa nei film Snakes on a Plane (2006), Giallo (2009) e Give 'Em Hell, Malone (2009). Ha anche recitato nel film spagnolo Di Di Hollywood (2010).

## Biografia
Figlia di José Francisco Lafuente, un biochimico e di Cristina Pataky Medianu, una addetta stampa di origine rumena e ungherese, dopo il diploma Elsa riesce a conciliare per qualche anno gli studi universitari con quelli di arte drammatica, finché le crescenti aspettative e ambizioni professionali non la inducono ad abbandonare l'università per dedicarsi solo alla recitazione. Grazie ai consigli e all'aiuto di grandi maestri come Ángel Gutiérrez e Paco Pino, realizza le sue prime importanti apparizioni sulle scene teatrali.
Il 1997 vede il suo debutto in televisione con la serie Al Salir de Clase, il cui successo le apre le porte del grande schermo. Del 1999 è il suo primo ruolo cinematografico in El arte de morir, un film campione di incassi in Spagna diretto da Álvaro Fernández Armero. Elsa Pataky ha recitato in oltre trenta film, alternando pellicole spagnole a produzioni estere, riportando successi in Francia con Iznogoud (2005), negli Stati Uniti, dove ha affiancato Samuel L. Jackson in Snakes on a Plane, e in Italia, dove ha recitato accanto a Verdone nel secondo capitolo di Manuale d'Amore, diretto da Veronesi. 
Ha partecipato anche a Fast & Furious 5 nel 2011, a Fast & Furious 6 nel 2013, a Fast & Furious 7 nel 2015, e a Fast & Furious 8 nel 2017 vestendo i panni dell'agente Elena Neves. Nel 2018 ha recitato nella serie televisiva australiana Tidelands nel ruolo di Adrielle Cuthbert, pubblicata il 14 dicembre 2018 su Netflix.

## Vita privata
Ha iniziato a frequentare l'attore americano Adrien Brody nel 2006. Per il 31º compleanno di Pataky nel luglio 2007, Brody le ha acquistato una tenuta del XIX secolo a New York. Pataky e Brody sono apparsi nella loro casa di New York in un articolo di 35 pagine per la rivista Hello! nell'ottobre 2008. La coppia si è lasciata nel 2009.
Il 28 dicembre 2010 si sposa con l'attore Chris Hemsworth. La coppia ha avuto tre figli: India Rose, nata a Londra l'11 maggio 2012, e i gemelli Tristan e Sasha, nati a Los Angeles il 18 marzo 2014.

## Filmografia

### Cinema
- El arte de morir, regia di Álvaro Fernández Armero (2000)
- Tatawo, regia di Jo Sol (2000)
- Menos es más, regia di Pascal Jongen (2000)
- Lo bueno por conocer (2001)
- Nessuna notizia da Dio (Sin noticias de Dios), regia di Agustín Díaz Yanes (2001)
- Noche de reyes, regia di Miguel Bardem (2001)
- Peor imposible - ¿Qué puede fallar?, regia di David Blanco e José Semprún (2002)
- El furgón, regia di Benito Rabal (2003)
- Atraco a las 3... y media, regia di Raúl Marchand Sánchez (2003)
- Beyond Re-Animator, regia di Brian Yuzna (2003)
- I delitti della luna piena (La caza de la bestia), regia di Paco Plaza (2004)
- Tiovivo c. 1950, regia di José Luis Garci (2004)
- Iznogoud, regia di Patrick Braoudé (2005)
- Ninette, regia di José Luis Garci (2005)
- Snakes on a Plane, regia di David R. Ellis (2006)
- Manuale d'amore 2 - Capitoli successivi, regia di Giovanni Veronesi (2007)
- Màncora, regia di Ricardo de Montreuil (2008)
- Skate or Die, regia di Miguel Courtois (2008)
- Santos, regia di Nicolás López (2008)
- Giallo, regia di Dario Argento (2009)
- Give 'em Hell, Malone, regia di Russell Mulcahy (2009)
- Mr. Nice, regia di Bernard Rose (2010)
- Di Di Hollywood, regia di Bigas Luna (2010)
- La importancia de ser Ernesto, regia di Nacho Sinova (2011)
- Where the Road Meets the Sun, regia di Mun Chee Yong (2011)
- Fast & Furious 5 (Fast Five), regia di Justin Lin (2011)
- Le avventure di Fiocco di Neve (Floquet de Neu), regia di Andrés G. Schaer (2012)
- The Deadly Game - Gioco pericoloso (All Things to All Men), regia di George Isaac (2013)
- Fast & Furious 6 (Furious 6), regia di Justin Lin (2013)
- Fast & Furious 7 (Furious 7), regia di James Wan (2015)
- Fast & Furious 8 (The Fate of the Furious), regia di F. Gary Gray (2017)
- 12 Soldiers (12 Strong), regia di Nicolai Fuglsig (2018)
- Interceptor, regia di Matthew Reilly (2022)
- Carmen, regia di Benjamin Millepied (2022)
- Poker Face, regia di Russell Crowe (2022)
- Thor: Love and Thunder, regia di Taika Waititi (2022) - cameo
- Furiosa: A Mad Max Saga, regia di George Miller (2024)

### Televisione
- Al salir de clase - serie TV, 192 episodi (1997-2001)
- Tio Willy - serie TV, episodio 1x21 (1998)
- La vida en el aire - serie TV, 13 episodi (1998)
- La regina di spade - serie TV, 14 episodi (2000-2001)
- Hospital Center - serie TV, episodio 1x04-1x05 (2000)
- Clara, regia di Antonio Cuadri - film TV (2002)
- Paraíso - serie TV, episodio 3x02 (2002)
- Los Serrano - serie TV, 11 episodi (2003-2004)
- 7 vidas - serie TV, episodio 10x09 (2003)
- Películas para no dormir: Cuento de navidad, regia di Paco Plaza - film TV (2005)
- Mujeres asesinas - serie TV, episodio 2x04 (2009)
- Tidelands - serie TV, 8 episodi (2018)

## Doppiatrici italiane
Nelle versioni in italiano delle opere in cui ha recitato, Elsa Pataky è stata doppiata da:
- Laura Lenghi in Fast & Furious 5, Fast & Furious 6, Fast & Furious 7, Fast & Furious 8
- Pinella Dragani ne I delitti della luna piena
- Antonella Rinaldi in Snakes on a Plane
- Rossella Acerbo ne La regina di spade
- Ilaria Latini in Giallo
- Chiara Gioncardi in Mr. Nice
- Francesca Fiorentini in Interceptor
- Lorena Pavia in Furiosa: A Mad Max Saga